# Theristus interstitialis
Theristus interstitialis is een rondwormensoort uit de familie van de Xyalidae. De wetenschappelijke naam van de soort is voor het eerst geldig gepubliceerd in 1970 door Warwick.